# Camilla Eibenschütz

Camilla Eibenschütz als „Sumurun“, Foto aus einem Printerzeugnis, 1912.

Camilla Eibenschütz, verheiratete Ordyński und Huck (* 20. Juli 1884 in Köln; † 12. Juli 1958) war eine deutsche Theaterschauspielerin.

## Leben
Eibenschütz war die Tochter des Musikprofessors Albert Eibenschütz und dessen Frau Anna Theresa Rosa Eibenschütz, geborene Knorr. Die ungarische Pianistin Ilona Eibenschütz war die Cousine ihres Vaters.
Camilla Eibenschütz spielte 1906 die Rolle der „Wendla“ in der Uraufführung von Frank Wedekinds Kontroversen auslösendem Stück Frühlings Erwachen in Berlin. Im Jahre 1907 spielte sie die Julia in Max Reinhardts Romeo und Julia, an der Seite von Alexander Moissi. In weiteren Shakespeareproduktionen Reinhardts spielte sie Ophelia, Viola, und Titania. Albert von Keller malte sie 1909 als Myrrhine, ihrer Rolle im Stück Lysistrata. Auf dem Broadway, startete sie 1912 mit Reinhardt's Pantomime Sumurun, gemeinsam mit Leopoldine Konstantin, Emil Lind, und anderen europäischen Schauspielern. Sie spielte 1912 In Berlin in Der blaue Vogel, und 1914 in Die gelbe Jacke, gleichfalls in Berlin.
Eibenschütz wurde als Sammlerin von Kunst bekannt, mit der sie ihr Landhaus in Bogensberglehen und ihre Villa in Dahlem dekorierte.

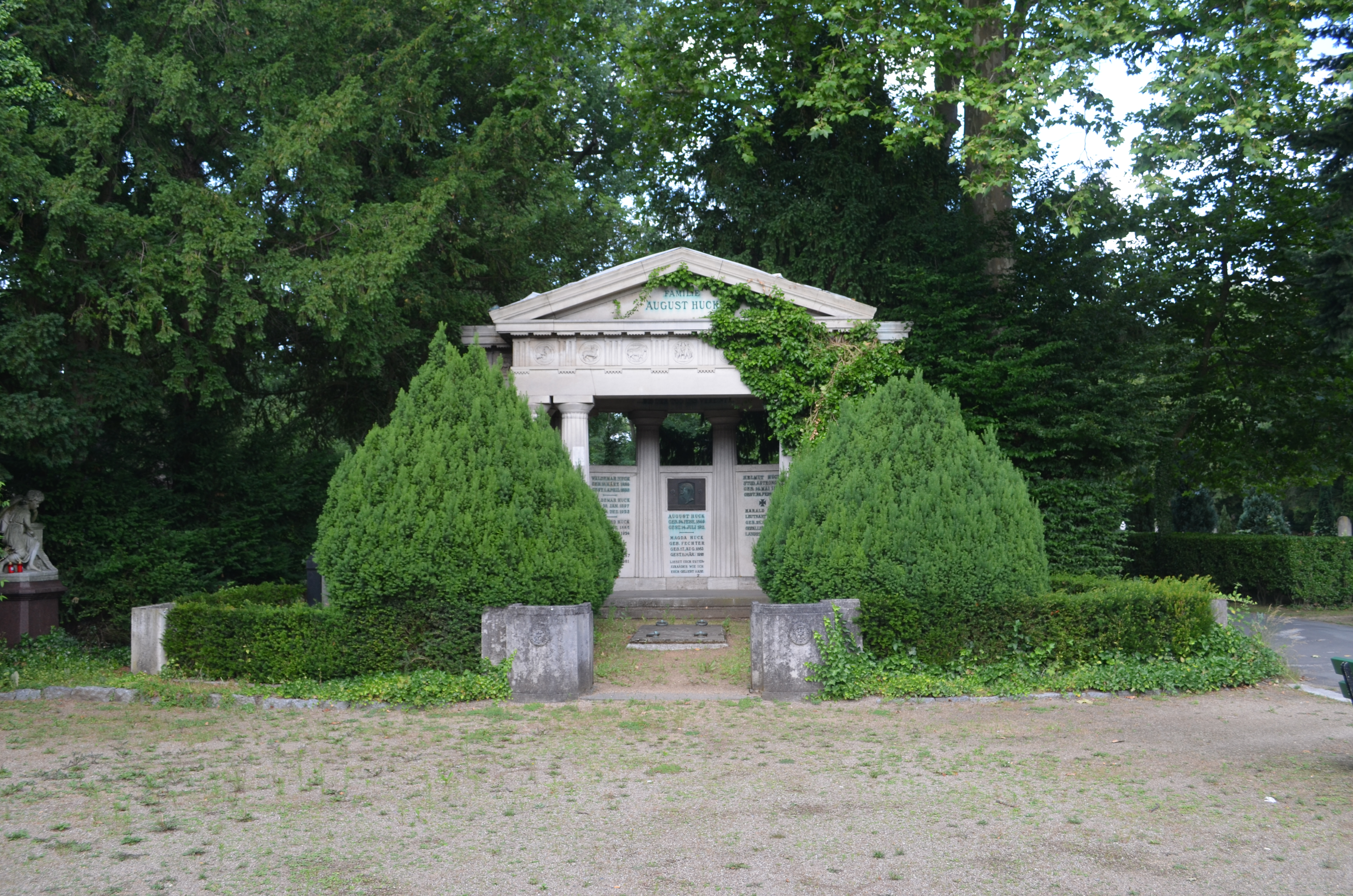
Offenbach, Alter Friedhof, Grab der Familie Huck

Camilla Eibenschütz war zweimal verheiratet; 1913 kurz mit dem polnischen Dramatiker Ryszard Ordyński und später mit dem Zeitschriftenherausgeber Wolfgang Huck (1889–1967). Sie hatten einen Sohn, Andreas Michael Huck (1919–2009). Sie starb 1958 im Alter von 75 Jahren wenige Monate nach der Scheidung von ihrem zweiten Ehemann. Ihr Grab befindet sich in Offenbach am Main, gemeinsam mit den Gräbern anderer Mitglieder der Familie Huck.